# 纳赫罗特-维布灵韦德
纳赫罗特-维布灵韦德是德国北莱茵-威斯特法伦州的一个市镇。总面积29.00平方公里，总人口6634人，其中男性3260人，女性3374人（2011年12月31日），人口密度229人/平方公里。